# Economia d'Albània

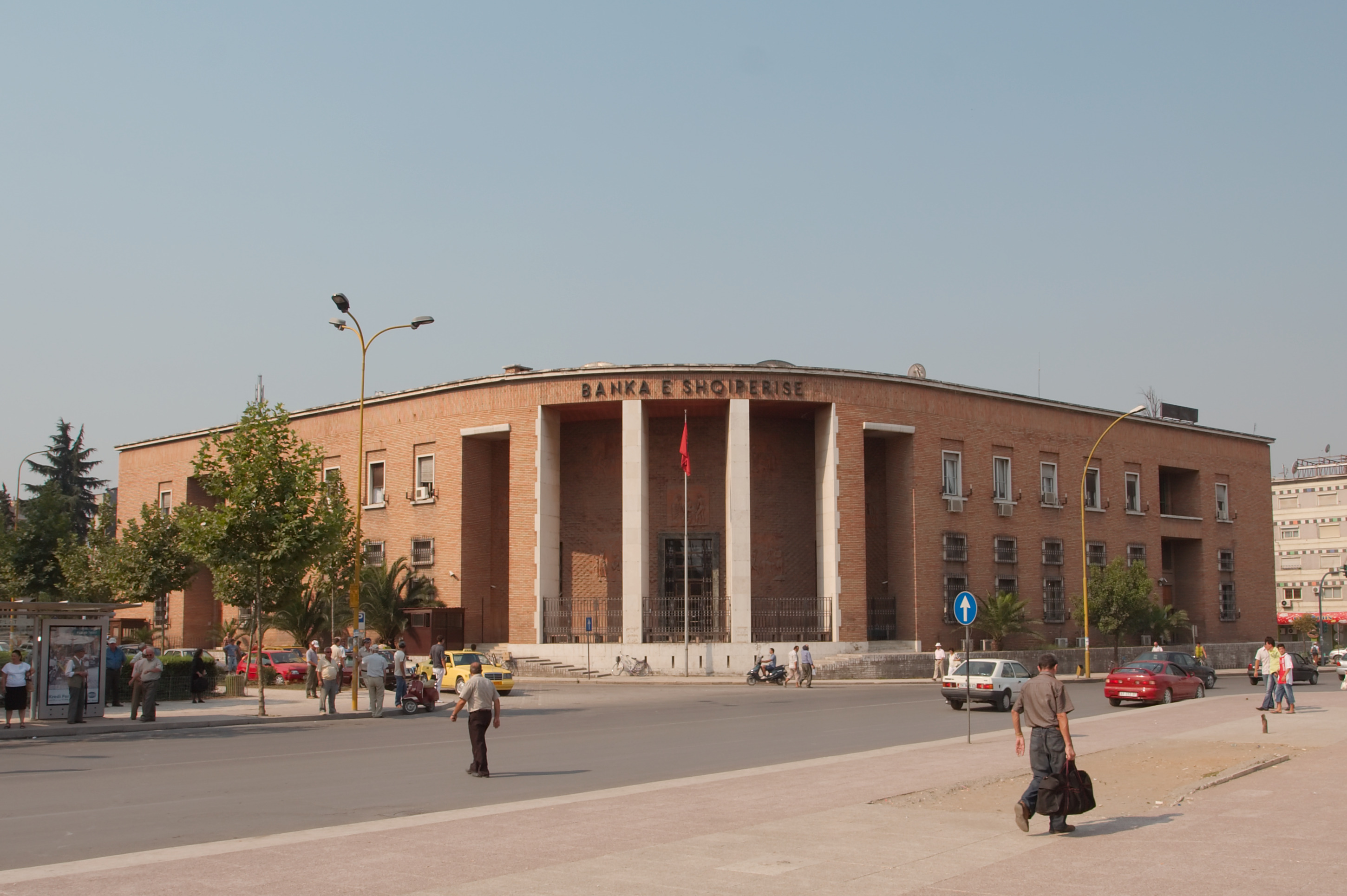
Banc Central d'Albània

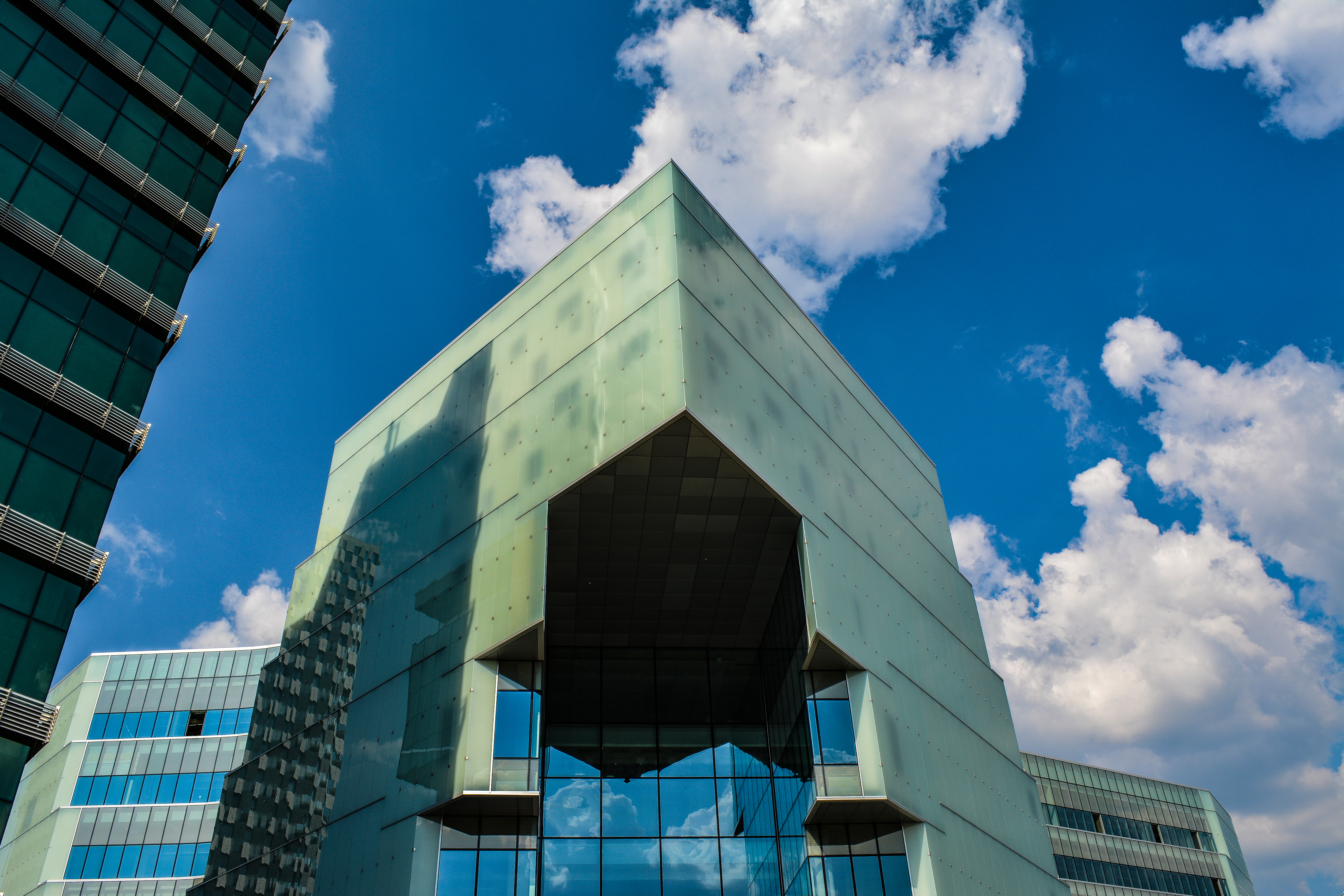
Tirana és el principal centre econòmic d'Albània. Centre comercial Toptani.

En 1985, Albània va iniciar tímides reformes estructurals per passar d'un règim d'economia comunista centralitzat i estatitzat a un sistema capitalista al model europeu. El programa de reforma econòmiques es va intensificar en 1992 després d'eleccions lliures que van donar punt final al model econòmic anterior. Les accions de liberalització es van centrar en: 
- Programa de privatitzacions en la indústria i l'agricultura.
- Reforma del sector financer.
- Reformes legislatives que permetien una economia de mercat.
- Liberalització dels intercanvis comercials a l'interior i amb l'exterior
- Règim fiscal nou.
- Política monetària de control del dèficit pressupostari.

Actualment Albània és un dels països més pobres d'Europa: la meitat de la població activa treballa en l'agricultura i una cinquena part treballa a l'estranger. La seva transició a una economia moderna ha estat més difícil que la dels seus veïns dels Balcans. El creixement econòmic els últims anys ha estat, de mitjana, d'un 5% anual, i la inflació s'ha estabilitzat.
El govern pren mesures per combatre els crims violents i recentment va adoptar mesures per reduir l'economia informal i atreure la inversió. El país s'enfronta també la un alt desocupació i corrupció fins a ens anivellis més alts del govern.
El seu total d'exportacions és molt inferior en valor que el total de seves importacions. Els principals socis comercials són la Grècia i la Itàlia.